# Scolomus talamanca
Scolomus talamanca är en stekelart som först beskrevs av Ian D. Gauld och Sithole 2002.  Scolomus talamanca ingår i släktet Scolomus och familjen brokparasitsteklar. Inga underarter finns listade i Catalogue of Life.